# 360 (numero)
Trecentosessanta (360)  è il numero naturale dopo il 359 e prima del 361.

## Proprietà matematiche
- È un numero pari.
- È un numero composto, coi seguenti divisori: 1, 2, 3, 4, 5, 6, 8, 9, 10, 12, 15, 18, 20, 24, 30, 36, 40, 45, 60, 72, 90, 120, 180 e 360. Poiché la somma dei divisori (escluso se stesso) è 810 > 360, è un numero abbondante.
- Poiché ha più divisori di qualsiasi intero positivo minore è un numero altamente composto
- È la somma di primi gemelli, 360 = 179 + 181.
- È un numero di Harshad (in base 10), cioè è divisibile per la somma delle sue cifre.
- Una circonferenza è suddivisa in 360 gradi d'arco. Questa suddivisione è molto conveniente perché permette di suddividere il cerchio in parti uguali in molti modi diversi utilizzando angoli interi.
- 360 gradi o 2π radianti è l'ampiezza dell'angolo giro, che è pari al doppio dell'ampiezza dell'angolo piatto e al quadruplo dell'ampiezza dell'angolo retto.
- È un numero pratico.
- È parte delle terne pitagoriche (38, 360, 362), (66, 360, 366), (81, 360, 369), (105, 360, 375), (150, 360, 390), (192, 360, 408), (216, 288, 360), (224, 360, 424), (270, 360, 450), (319, 360, 481), (325, 360, 485), (357, 360, 507), (360, 378, 522), (360, 480, 600), (360, 546, 654), (360, 598, 698), (360, 627, 723), (360, 675, 765), (360, 770, 850), (360, 864, 936), (360, 1050, 1110), (360, 1173, 1227), (360, 1271, 1321), (360, 1326, 1374), (360, 1600, 1640), (360, 1782, 1818), (360, 2009, 2041), (360, 2145, 2175), (360, 2688, 2712), (360, 3230, 3250), (360, 3591, 3609), (360, 4042, 4058), (360, 5393, 5406), (360, 6475, 6485), (360, 8096, 8104), (360, 10797, 10803), (360, 16198, 16202), (360, 32399, 32401).
- È un numero rifattorizzabile in quanto divisibile per il numero dei propri divisori.

## Astronomia
- 360P/WISE è una cometa periodica del sistema solare.
- 360 Carlova è un asteroide della fascia principale del sistema solare.

## Astronautica
- Cosmos 360 è un satellite artificiale russo.